# Dorcadion kozanii
Dorcadion kozanii är en skalbaggsart. Dorcadion kozanii ingår i släktet Dorcadion och familjen långhorningar.

## Underarter
Arten delas in i följande underarter:
- D. k. kozanii
- D. k. daccordii